# Stanisław Anczyc

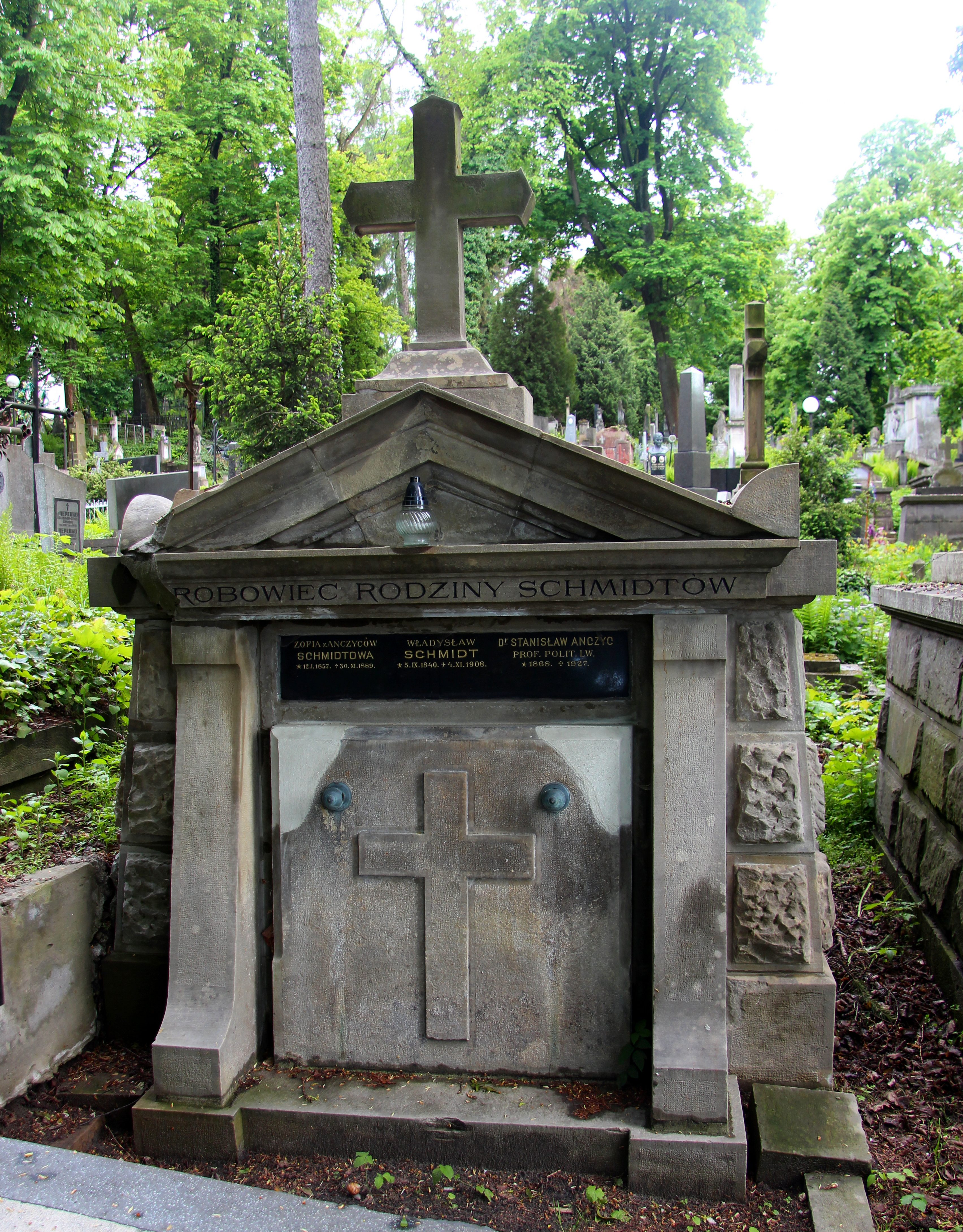
Grób na cmentarzu Łyczakowskim we Lwowie

Stanisław Anczyc (ur. 5 maja 1868 w Warszawie, zm. 2 lutego 1927 we Lwowie) – metaloznawca, technolog, profesor Politechniki Lwowskiej.

## Życiorys
Był synem poety Władysława Ludwika Anczyca (1823–1883). Po ukończeniu szkoły średniej w Krakowie, studiował na Wydziale Budowy Maszyn Politechniki Lwowskiej, który ukończył po czterech latach. Podczas studiów dwukrotnie otrzymał nagrodę konkursową Bratniej Pomocy Studentów Politechniki Lwowskiej za swe prace konstrukcyjne. W roku 1889 odbył praktykę warsztatową w fabryce E. Twerdy'ego w Bielsku. Po odbyciu jednorocznej służby wojskowej w austriackiej marynarce wojennej w Poli, otrzymał w roku 1891 posadę asystenta przy katedrze technologji mechanicznej (prof. Bykowskiego). Dzięki stypendium Wydziału Krajowego Galicji, wyjechał do Wiednia, przechodząc tam 6-miesięczny kurs farbiarstwa wełny w Technologicznym Muzeum Przemysłowym. Następnie wstąpił na 3-miesięczną praktykę w fabryce sukna Fr. Strzygowskiego w Bielsku, odbył półroczny kurs tkactwa w Państwowej Szkole Przemysłowej w Bielsku i znowu czteromiesięczną praktykę w fabryce koców wełnianych A. Lowego i Ski w Klein Barnau na Morawach. W roku 1893 założył Krajową Szkołę Sukienniczą w Rakszawie, którą kierował przez 10 lat. Równocześnie przeprowadził budowę fabryki sukna Akcyjnego Towarzystwa wyrobu sukna i koców „Rakszawa” będąc zarazem dyrektorem technicznym tej fabryki. W roku 1898 odbył podróż naukową do Austrii i Niemiec. W 1902 roku doktoryzował się na Politechnice Lwowskiej na podstawie pracy O wyznaczeniu włókien mniej wartościowych w tkaninach wełnianych. Od tego samego roku wykładał technologię mechaniczną w Państwowej Szkole Przemysłowej w Krakowie. W 1907 roku habilitował się w Politechnice Lwowskiej na podstawie pracy Doświadczenia nad folownością wełny. Następnie podjął studia z metaloznawstwa w Berlinie-Charlottenburgu oraz na Akademii Górniczo-Hutniczej.
1 października 1908 powrócił do Politechniki Lwowskiej i objął zastępstwo Katedry technologii mechanicznej, a 1 stycznia 1909 został mianowany profesorem zwyczajnym tego przedmiotu. W latach 1910–1921 był członkiem Komisji Administracyjnej, a potem Senatu Politechniki Lwowskiej. W latach 1912–1914 był dziekanem Wydziału Budowy Maszyn, a w latach 1915–1916 rektorem tej uczelni. Zajmował się metalurgią oraz technologia tkactwa. Stworzył na Politechnice Lwowskiej laboratorium metalograficzne. W roku 1917 otrzymał austriacki Order Żelaznej Korony, którego zrzekł się po pokoju brzeskim, oddającym Chełmszczyznę Ukrainie. W czasie walk o Lwów, od 6 listopada do 31 grudnia 1918, służył w Wojsku Polskim pracując jako inżynier ruchu w wojskowych warsztatach automobilowych. W czasie wojny polsko-bolszewickiej, w lipcu 1920 roku wstąpił ochotniczo do Wojska Polskiego i pełnił służbę żołnierską do końca działań wojennych, na pociągu pancernym „Pionier”. Brał udział w bitwach pod Radziwiłłowem, Brodami, Kontami, Zadwórzem, Winnikami, Mikołajowem i Krasnem. 
W latach 1910–1918 był redaktorem „Czasopisma Technicznego”. Od 1912 do 1923 roku był kuratorem Towarzystwa „Bratniej Pomocy” Studentów Politechniki Lwowskiej, w roku 1921 otrzymał tytuł członka honorowego. W roku 1923 został mianowany członkiem przybranym, a w roku 1924 członkiem czynnym Polskiego Towarzystwa Naukowego we Lwowie, w roku 1923 członkiem czynnym Akademii Nauk Technicznych w Warszawie.
Zmarł we Lwowie, pochowany na Cmentarzu Łyczakowskim (pole nr 60).

## Ordery i odznaczenia
- Krzyż Komandorski Orderu Odrodzenia Polski (2 maja 1923)[4][5]
- Krzyż Obrony Lwowa
- Krzyż Armii Ochotniczej 1920
- Odznaka pamiątkowa „Orlęta”
- Odznaka pamiątkowa V Odcinka Obrony Lwowa – Szkoły Sienkiewicza

Źródło: „Czasopismo Techniczne” Nr 3/1927